# Los Angeles (trio)
Los Angeles is een Nederlands muziektrio afkomstig uit Den Haag. Het trio had in 1973 een hit met La Malaguena.
Het trio bestaat uit Chava Regalado, Mariano Lizarraga en Mario Cordova, en is in 1967 opgericht onder de naam Trio Los Angeles. Als het trio als straatmuzikanten in Den Haag optreedt, worden ze in 1973 ontdekt door Hans Vermeulen. Met begeleiding van Vermeulens band Sandy Coast neemt Los Angeles het nummer La Malaguena, een cover van Malagueña Salerosa van de Cubaanse componist Ernesto Lecuona, op. In het najaar van 1973 haalt dit nummer de derde plek in de Nederlandse Top 40.
De band heeft enkele albums uitgebracht met Latijns-Amerikaanse gitaarmuziek, maar behalve met de genoemde single geen succes in hitlijsten gehaald. In 1974 verlaat Mario Cordova het trio en houdt het trio op te bestaan.

## Nederlandse Top 40
| Single met eventuele hitnotering(en) in de Nederlandse Top 40 | Datum van verschijnen | Datum van binnenkomst | Hoogste positie | Aantal weken | Opmerkingen |
| ------------------------------------------------------------- | --------------------- | --------------------- | --------------- | ------------ | ----------- |
| Malaguena                                                     |                       | 25-08-1973            | 3               | 9            |             |

## NPO Radio 2 Top 2000
| Nummer met noteringen in de NPO Radio 2 Top 2000 | '99  | '00  |
| ------------------------------------------------ | ---- | ---- |
| La Malagueña                                     | 1901 | 1890 |

1. ↑  Een vetgedrukt getal geeft de hoogste notering aan.
2. ↑  Deze tabel is bijgewerkt tot en met de laatste editie (2024).